# Magdalenenkapelle (Baunach)

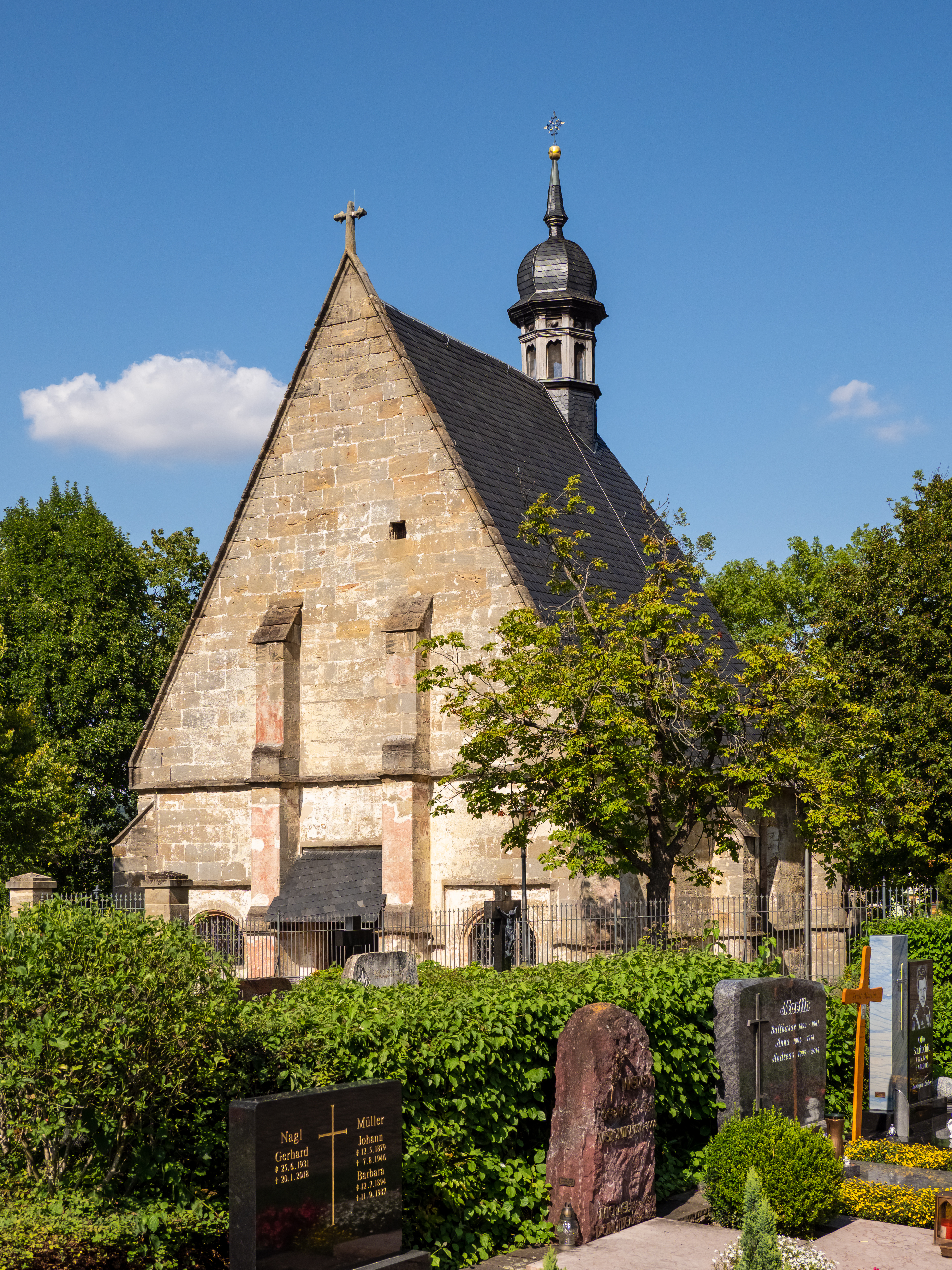
Magdalenenkapelle von Westen

Die Magdalenenkapelle in Baunach (15. Jahrhundert) liegt auf dem Kapellenberg,  einer Anhöhe abseits des Ortszentrums am Friedhof. Sie ist die Grabeskirche des Jakobuspilgers und Stadtpatrons von Baunach Victor Überkum († um 1440) und war über Jahrhunderte Wallfahrtsort.

## Äußerer Bau

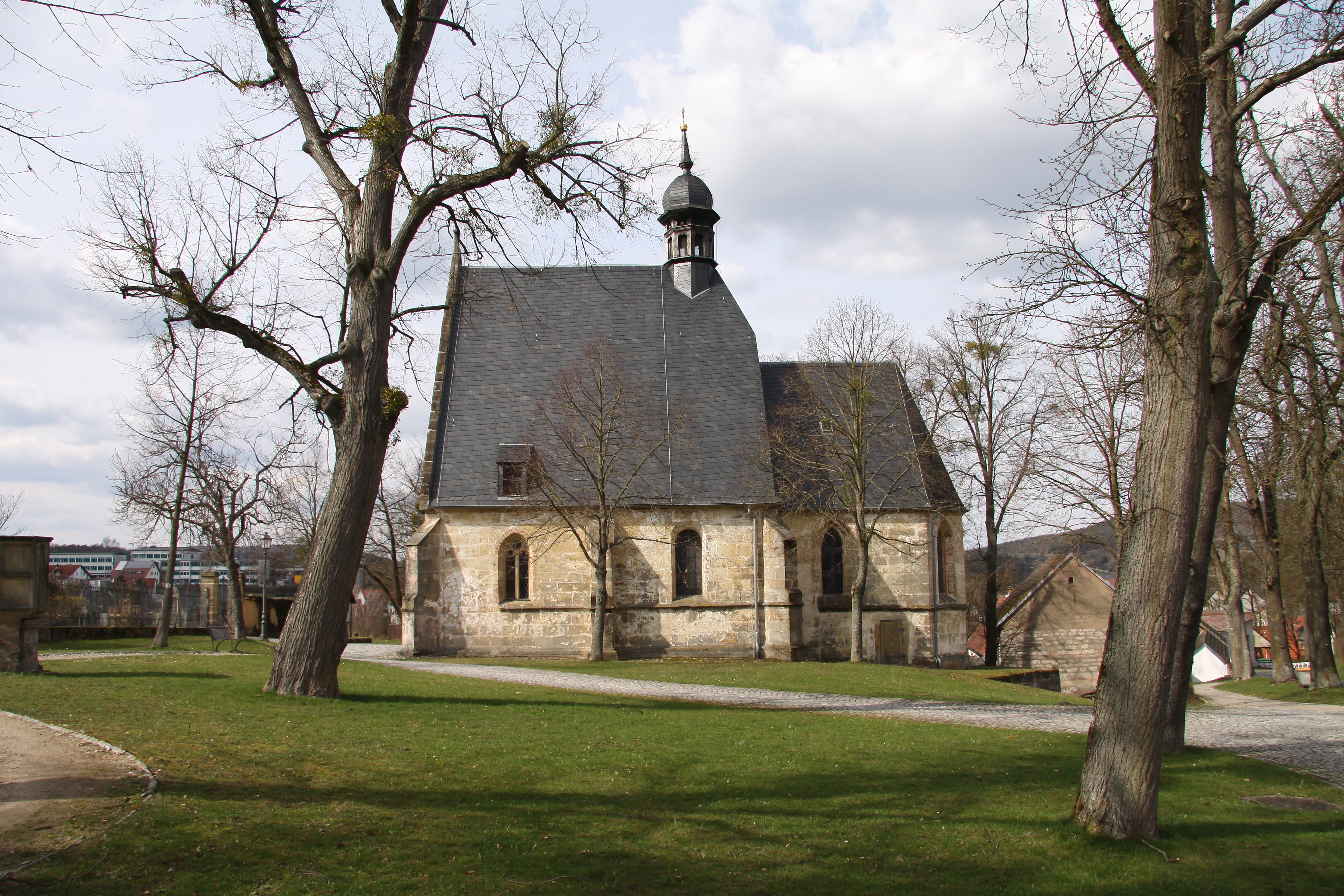
Magdalenenkapelle von Südosten

Das spätgotische Bauwerk zeigt zwei – auch äußerlich unterschiedliche – Gebäudeteile: das hohe und breite Langhaus und, deutlich schmaler und niedriger, den im Nordosten anschließenden Chor mit polygonalem Abschluss. Das schiefergedeckte Dach des Langhauses ist nach Nordosten mit einem Schopfwalm abgeschrägt und trägt einen barocken achteckigen Dachreiter mit Zwiebelhaube. Der hohe Giebel des Langhauses im Südwesten schließt oben mit einem Steinkreuz ab. Die Wände sind an den Seiten, an den Ecken und auch am Giebel durch abgesetzte Wandpfeiler stabilisiert und in der Waagerechten durch Gesimse strukturiert. Als Baumaterial wurden große Natursteinquader verwendet. Spitzbogenfenster an den Seitenwänden und im Chor belichten den Innenraum. Einige von ihnen zeigen einfaches gotisches Maßwerk.

## Innenraum

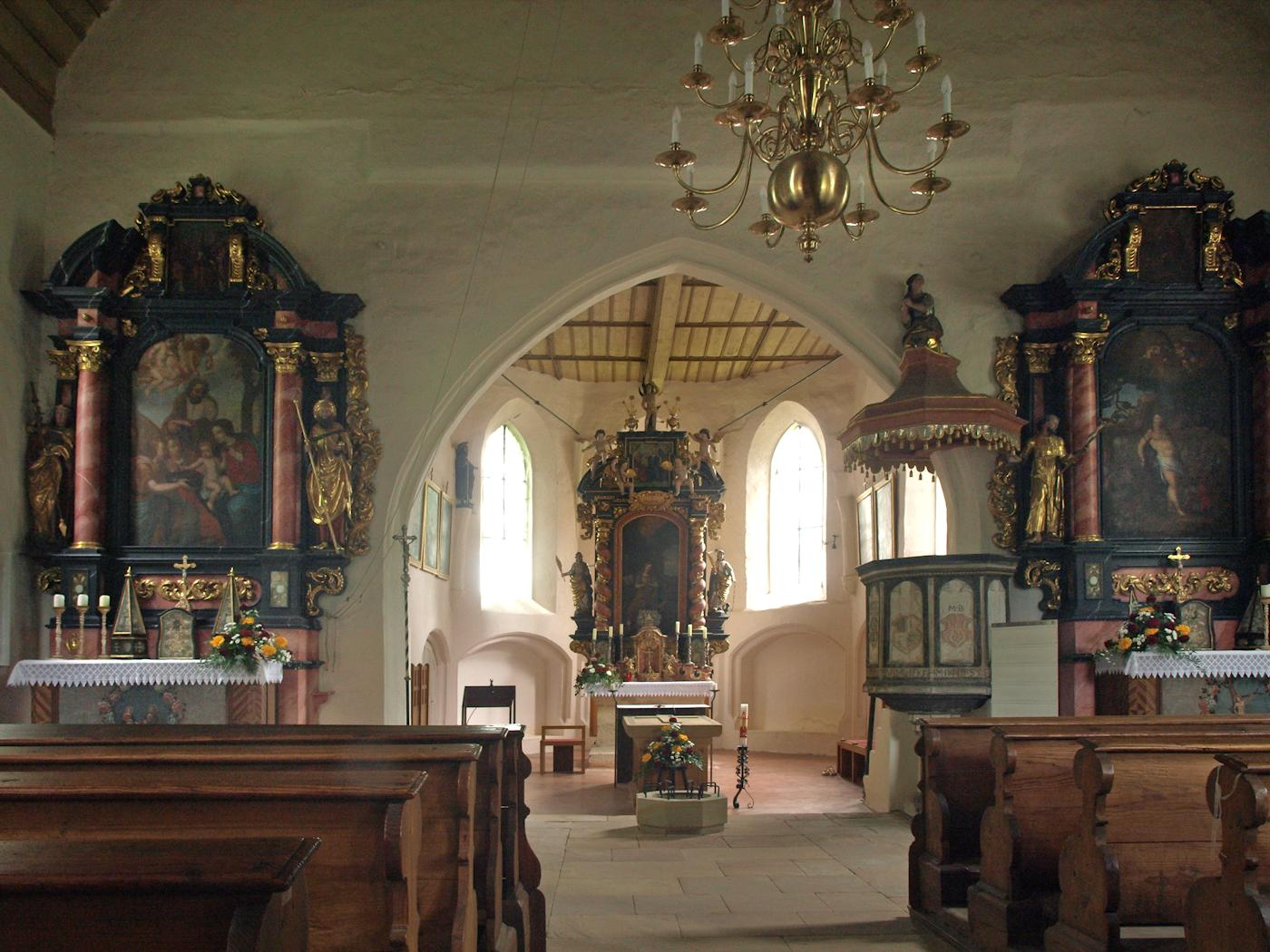
Blick vom Langhaus zum Chorraum mit dem Hochaltar und dem Hochgrab Überkums

Der Innenraum des Langhauses erscheint durch seinen fast quadratischen Grundriss sehr breit. Er wird von einem hölzernen Tonnengewölbe nach oben abgeschlossen. Ein Spitzbogen trennt das Langhaus vom schmaleren Chorraum  mit seiner flachen Balkendecke. Beidseitig davon stehen barocke Seitenaltäre, die 1740 von der Franziskanerkirche in Bamberg angekauft wurden.
Im Chor steht der Hochaltar aus dem Jahr 1693. Das zentrale Gemälde des Altaraufbaus zeigt die heilige Magdalena, die Seitenfiguren stellen die heilige Agatha und die heilige Margareta dar. In der Mitte des Chorraumes steht das Hochgrab des seligen Überkum.

## Weitere Ausstattung

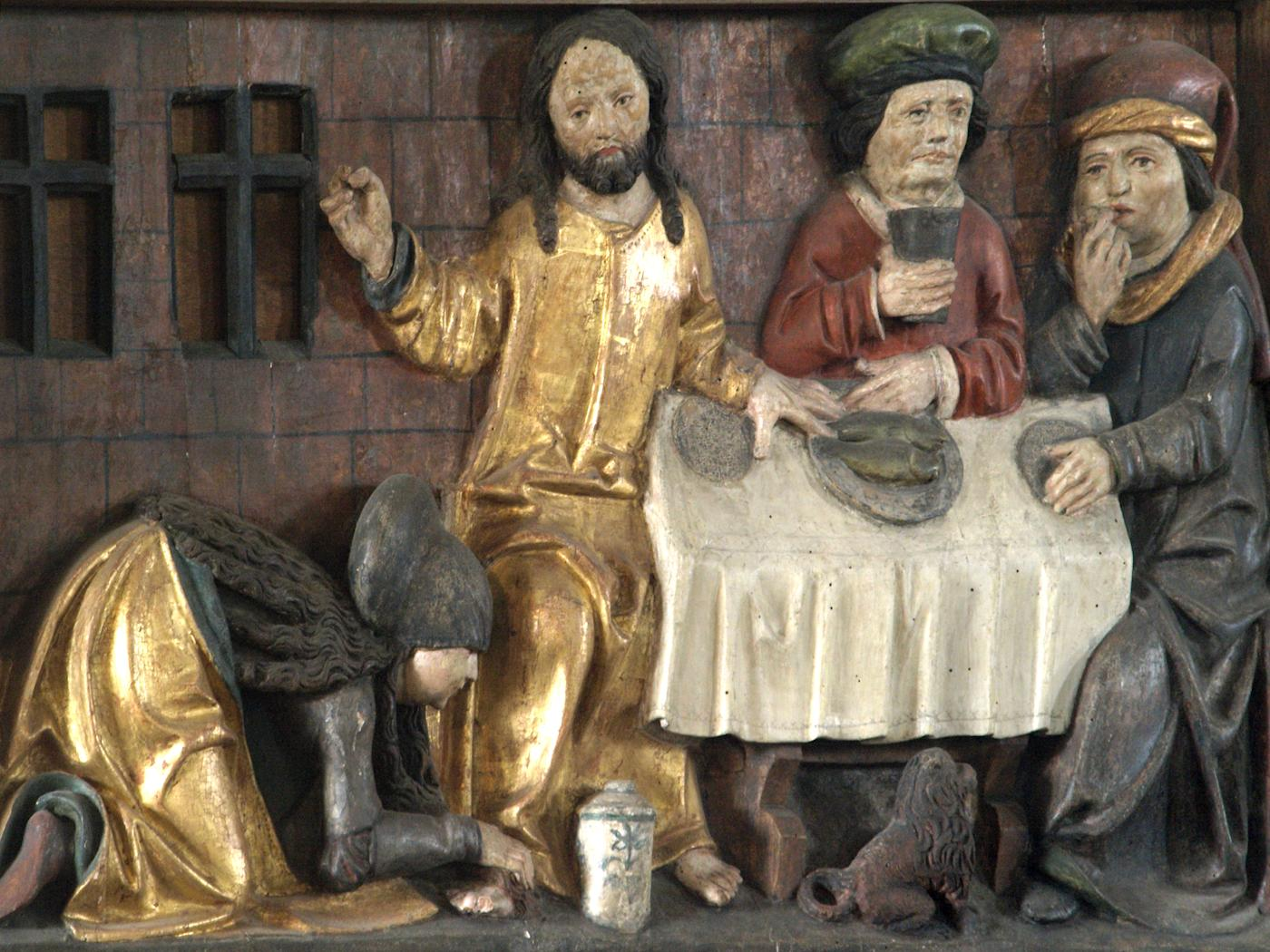
Holzrelief
Magdalena salbt Jesus die Füße (ca. 1500)

- Kanzel

Unmittelbar am Chorbogen befindet sich die spätgotische Steinkanzel von 1591. Die Darstellungen in den Feldern des Kanzelkorbs zeigen die  Wappen des Seelsorgers Liborius Frankenhausen, des Oberpfarrers Simon von Berg und des Marktes Baunach. Darunter stehen die Initialen der Mitglieder des damaligen Marktgemeinderates. Die kniende Figur auf dem Schalldeckel stellt Maria Magdalena dar.
- Holzplastiken und Holzrelief

An der südöstlichen Langschiffwand stehen vier lebensgroße Holzfiguren, die vermutlich aus der Schule Riemenschneiders stammen. Sie zeigen die Mutter Gottes, die heilige Barbara, Maria Magdalena und die heilige Katharina und sind um 1500 entstanden.
Das  Holzrelief Magdalena salbt Jesus die Füße auf der gegenüberliegenden Wand stammt aus derselben Zeit.
- Orgel

Die kleine zweimanualige Orgel ist eine Rarität im barocken Stil und wurde 2001 vom Bamberger Orgelbaumeister Thomas Eichfelder neu gebaut. Sie umfasst nicht nur einen Tremulanten, sondern auch das seltene Effektregister Rossignol. Eine weitere Besonderheit sind die (nicht akustischen) Registerzüge Lucerna für das Licht und Ventus für den Wind (An/Aus-Schalter).
- Freikanzel

Auf dem Platz vor der Kapelle sieht man eine steinerne Freikanzel, die bis 1729 in der Pfarrkirche St. Oswald stand. Wegen des Andrangs der Pilger reichte der Platz in der Kapelle nicht mehr aus, sodass Gottesdienste unter freiem Himmel abgehalten wurden.

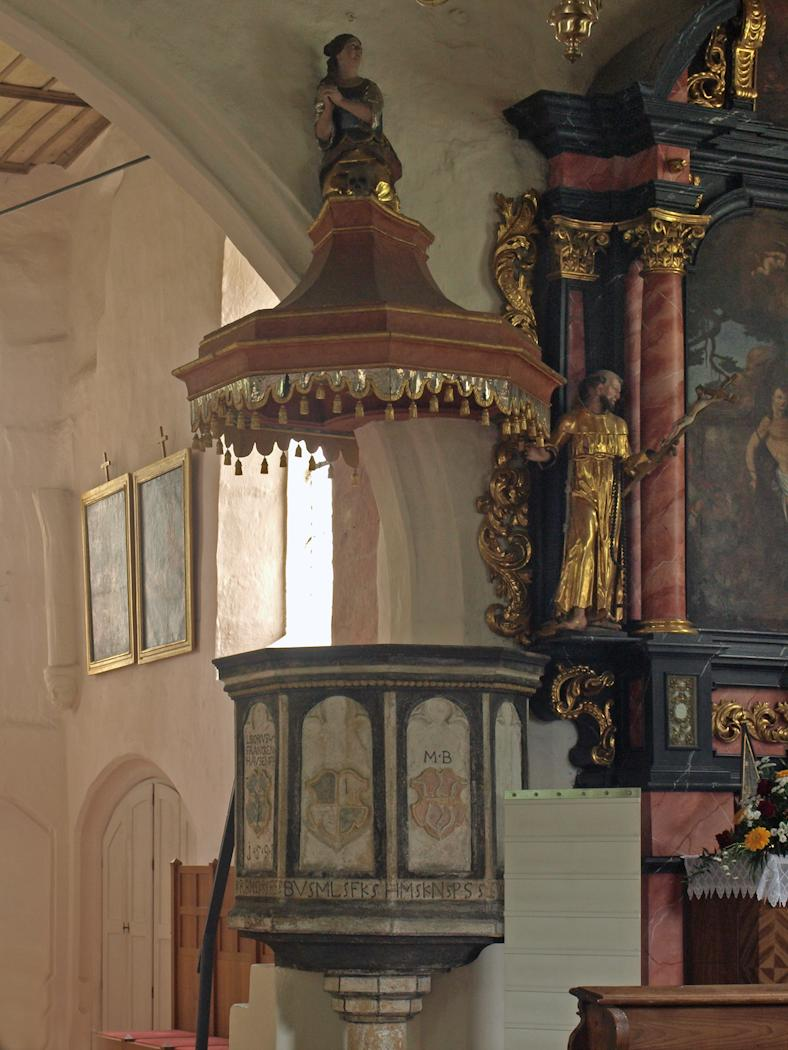
Steinkanzel von 1591 mit kniender Magdalena auf dem Schalldeckel
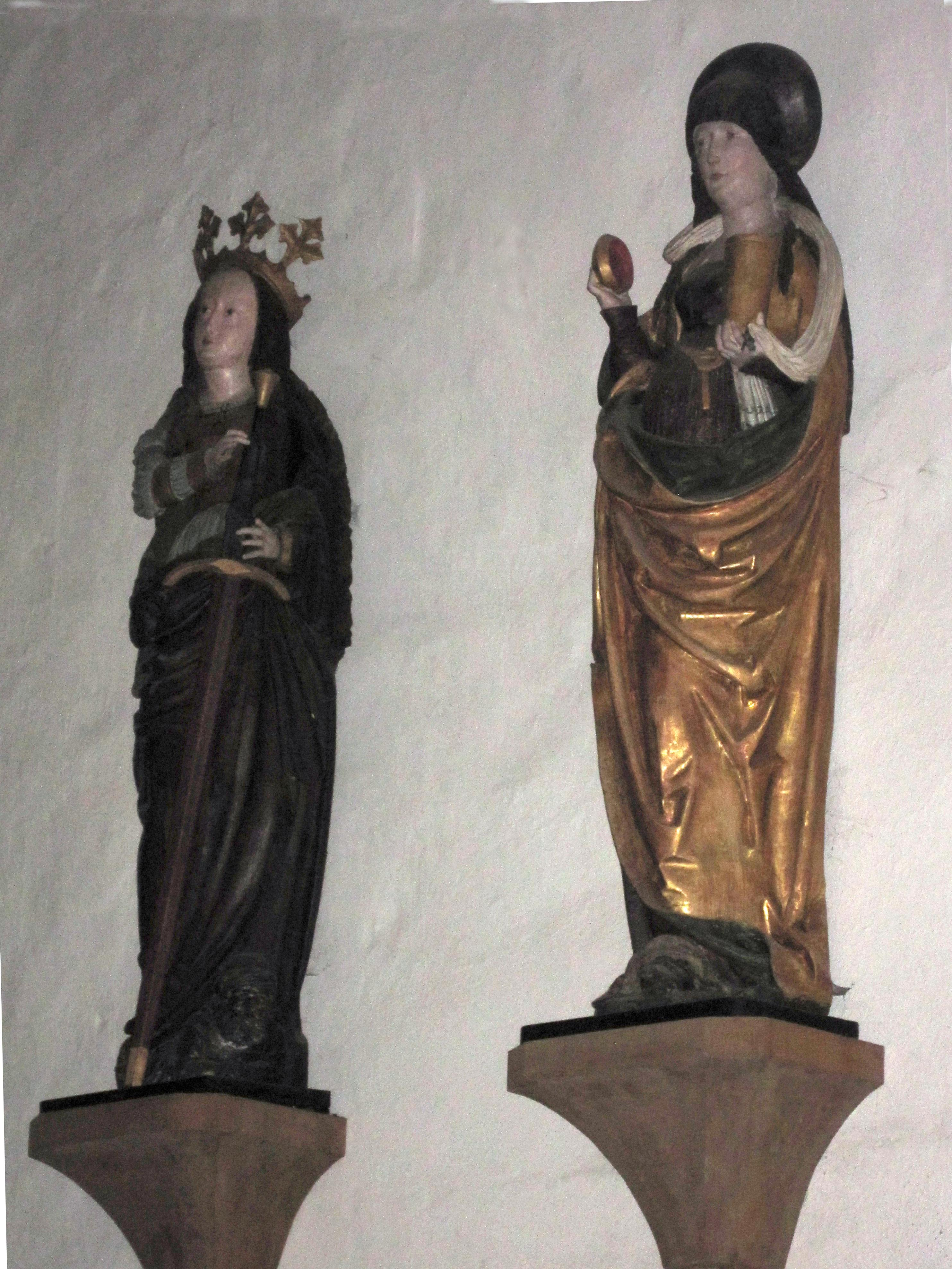
Holzplastiken (um 1500), links die heilige Katharina, rechts Maria Magdalena
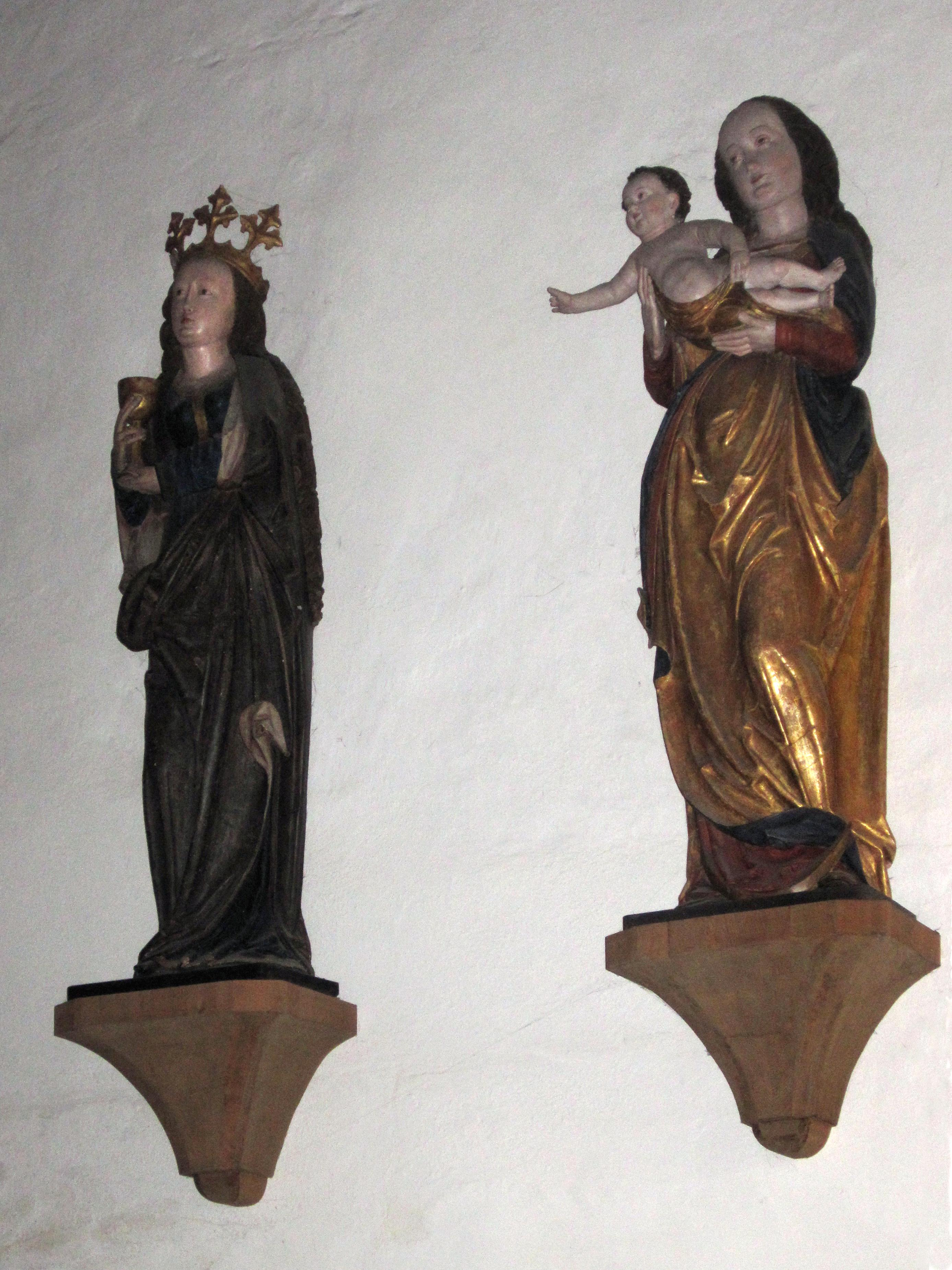
Holzplastiken (um 1500), links die heilige Barbara, rechts die Mutter Gottes
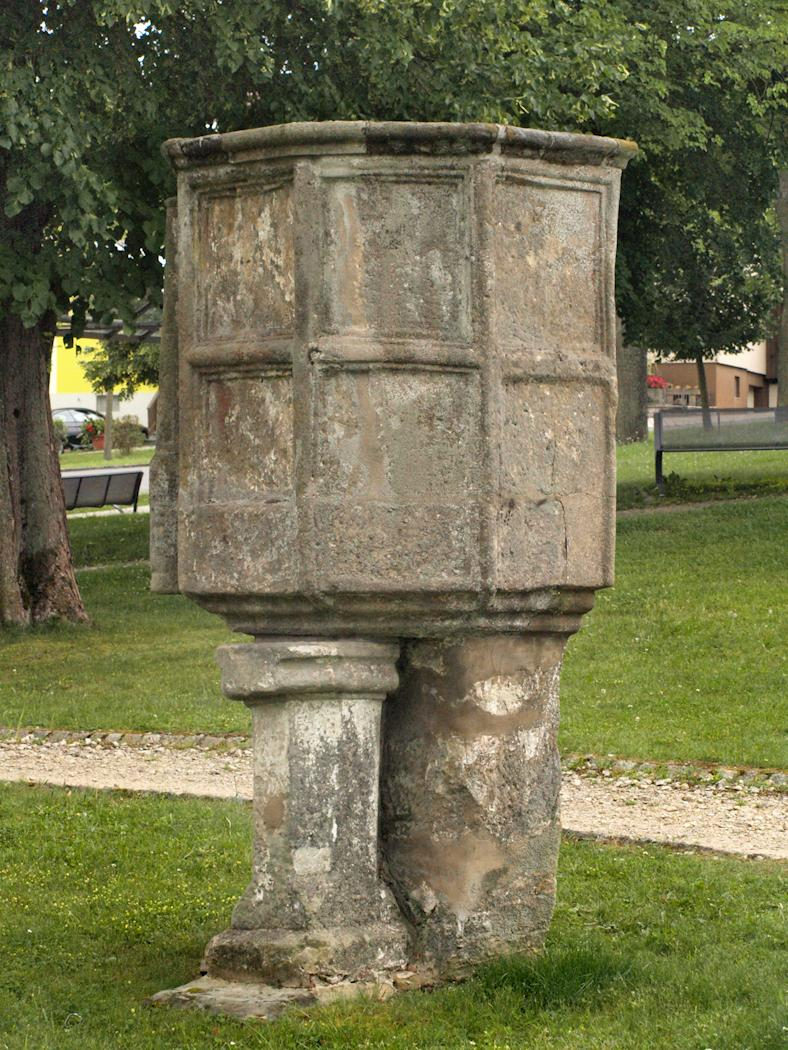
Freikanzel vor der Kapelle

## Baugeschichte
Der Baunacher Bürger Victor Überkum stiftete die Magdalenenkapelle für seine Bestattung. Er soll mehrere Pilgerreisen nach Rom und Santiago de Compostela unternommen haben.
| Jahr                          | Ereignis |
| ----------------------------- | --- |
| 1401                          | Erste urkundliche Erwähnung einer Kapelle an der Stelle des heutigen Baus                                                                                   |
| Um 1440 genaue Angaben fehlen | Tod des Jakobuspilgers Victor Überkum Eine kleine Kapelle (heutiger Chorraum) entsteht. Überkum wird im Fußboden bestattet. Die Kapelle wird Wallfahrtsort. |
| 1475                          | Das noch bestehende Langhaus mit Tonnendecke und die Südwestfassade entstehen.                                                                              |
| 1508                          | Seligsprechung von Victor Überkum |
| 1737                          | Der Dachreiter wird erneuert und erhält seine heutige Form.                                                                                                 |
| 1985–2000                     | Das Gebäude wird umfassend restauriert. |
| 2001                          | Die Kapelle erhält eine Pfeifenorgel. |

## Die Legende vom seligen Überkum

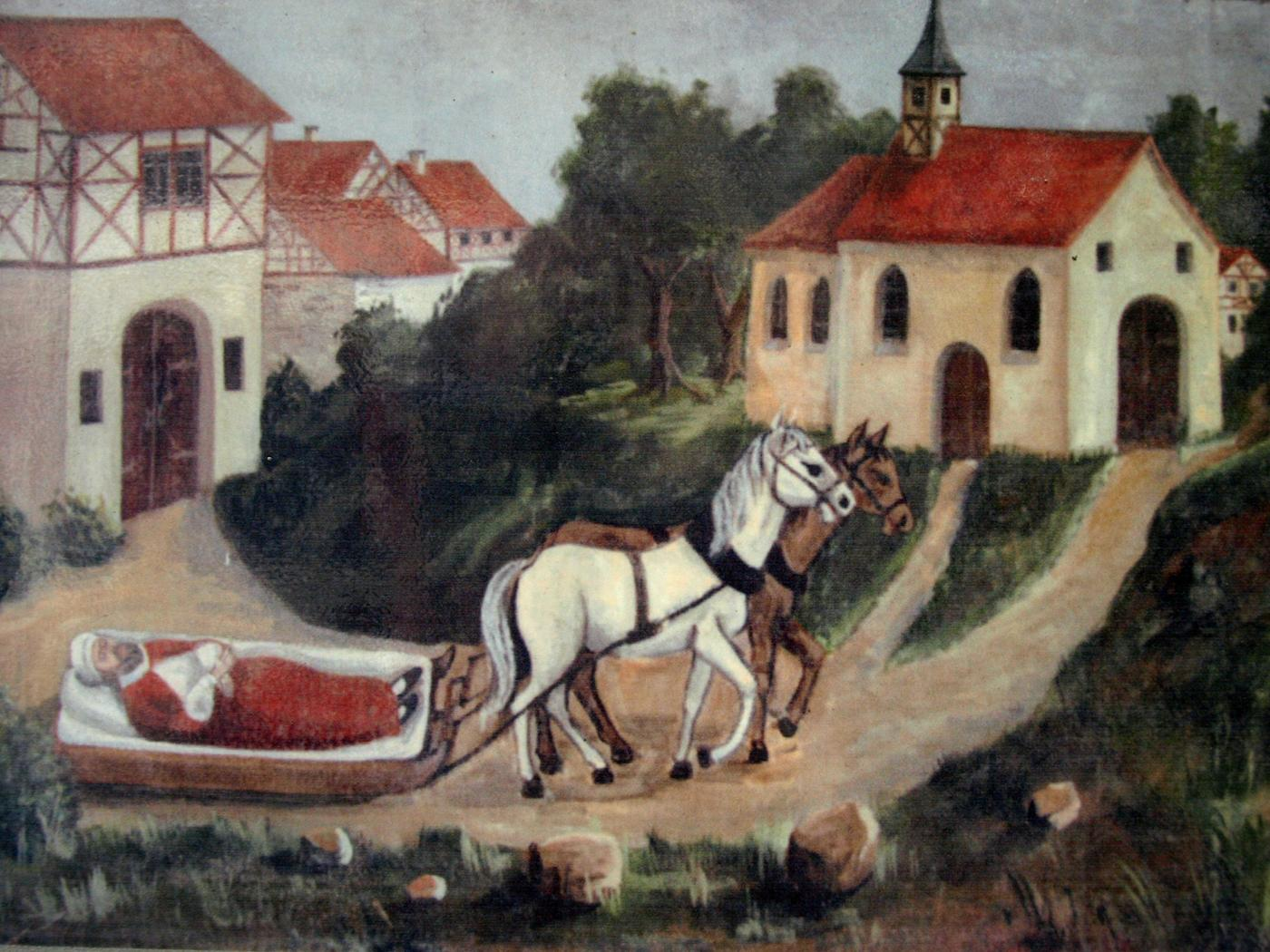
Ein Gemälde in der Kapelle zeigt eine Szene aus der Überkum-Legende

Gegen Ende seines Lebens gab der fromme  Baunacher Bürger Überkum die Hälfte seines Vermögens den Armen. Die andere Hälfte, so legte er in seinem Vermächtnis fest, sollte zum Bau einer Kapelle zu Ehren der heiligen Magdalena verwendet werden. Dort sollte man ihn auch begraben.
Die Legende berichtet, Überkum habe bestimmt, man möge seinen Leichnam auf eine Schleife (schlittenartiges Gerät mit Kufen) legen und von seinen blinden Pferden fortziehen lassen. An der Stelle, wo die Pferde stehen blieben, solle die Kapelle errichtet werden. Die Zeremonie wurde auch ausgeführt, aber die Baunacher Bürger  hielten den Ort, an dem die Pferde anhielten, für ungeeignet und begannen, an anderer Stelle zu bauen. Doch an jedem Morgen war ihr Tagwerk von unbekannter Hand wieder an die richtige Stelle versetzt worden. Schließlich gaben sie auf und fügten sich dem Willen Überkums.